# 西田敏行
西田敏行（日语：／ Nishida Toshiyuki，1947年11月4日—2024年10月17日），日本的男演員、歌手、藝人、主持人，福岛县郡山市出身。經紀公司隸屬於Office Koback。明治大学付属中野高等学校毕业，明治大学农学部肄業。身高166cm。体重超过80kg。其代表作為自1988年（昭和63年）起至2009年（平成21年）止主演的电影《釣魚迷日記》。日本演員工會理事長。日本電影金像獎組織委員會副會長。與年紀小4歲的夫人育有兩女。

## 生平
5岁的時候父亲去世，因此由同样住在郡山市的大阿姨和大姨丈夫妇领养。
1966年进入明治大学的同时加入日本演技学园夜間部。同年退学从夜間部转到白天，翌年毕业。想与朋友组成剧团“Theater67”结果没有成功。1968年进入青年座演员养成所，1970年毕业成为青年座座員。早在1970年青年座公演《写乐考》中被提为主角，初显大家之相。
职业棒球阪神虎的球迷。
1967年以电视剧演员登台以来一直以独特的演技、可爱的相貌和体型博得人气。演过1977年的《特捜最前线》、1978年的《西游记》、1980年的《池中玄太80公斤》等连续剧1979年在石井寿一原作的动画电影《加油!!田渊!!》中为主人公田渊配音。并且他还热心从事歌手活动，西田擅长模仿，特别是模仿丹波哲郎，惟妙惟肖。1988年起参加电影《钓鱼迷日记》系列的演出，展现出接近本人性格的精湛演技。2001年开始担任関西的超人气节目《侦探!Knight Scoop》的第2代局长以来叫他“局长”的人就多了起来。选他的理由是“该节目的忠实观粉丝”。2003年患心肌梗塞起禁烟。在恢复后的采访中表示“如果死在这里，遺作（的标题）就成了‘动起来！’，只是希望这件事情不要发生。”师从剧团青年座原代表金井彰久（声优、金井美香的父亲），金井彰久去世后就退出了青年座。与猪野学、绪形直人等转到原青年座人员设立的Office Koback。
演过多部大河剧，从1972年第一次演大河剧《新平家物語》到2022年的《鎌倉殿的13人》一共演过14部。并且多次演过历代德川将軍家。《八代将軍吉宗》中的德川吉宗、《葵德川三代》中的德川秀忠、《功名十字路》中的德川家康。在《女太阁记》中木下藤吉郎（丰臣秀吉）的那句台詞成为当時的流行語。
參演1990年NHK大河劇《宛如飛翔》時，由於角色西鄉隆盛體型需要，特別增肥。
2008年11月由于在演艺界的出色表现被授予紫绶褒章。就任日本演员連合的理事长，致力于提高演员質素、保护演员权利等問題。
2018年獲授予旭日小綬章。
2024年10月17日，西田敏行被發現倒在東京都世田谷區的家中，後經證實當場死亡，享年76歲。據日媒報道，西田敏行因患上冠狀動脈心臟病而逝世。

## 对中友好人士
与中国有着深厚的渊源及交流。
“敏行”这个名字来源于《论语》里仁篇中的“君子欲讷于言而敏于行”。
在《西游记》中出色演绎猪八戒一角而一跃成为全日本家喻户晓的当红演员，主演《敦煌》而获得人生中首个日本电影学院奖最佳男主角奖，这两部作品都与中国有着深厚渊源；加之，以赴中国拍摄《日中国交回復15周年記念 中国大秘境 世界初公開！〜幻の西域〜パンダと西遊記の里》和《敦煌》的外景为契机，与很多中国人接触、加深了交流，遂立志珍视与中国的缘分一路走下去，于1987年加入日本中国文化交流协会（日中友好七大团体之一）。入会以来的三十多年中，与同为该协会会员的伙伴们共同致力于开设・举办・支援各种相关活动（如东京国际电影节的“中国电影周”企划、CHINA FESTIVAL等）以供日本国民体验中国文化。另外，在汶川大地震、新冠疫情等灾害侵袭中国之际，也通过驻日中国大使馆捐赠了善款。
作为反战和平人士及对中友好人士而深受中国影迷们的敬爱，在中国的爱称为“敏敏”。
2016年2月中旬，在媒体报道西田敏行因伤导致颈椎亚脱臼的同一天，其所属事务所收到了来自中国影迷们的1000多条慰问寄语。 此外，同年2月27日，中国国营电视台CCTV在电影频道《影人1+1》节目中连续播出了其主演影片《钓鱼迷日记》的19、20这两部，作为“对我们中国人民的老朋友・西田敏行的慰问”。
每年春节向中国观众拜年时会表达愿景，祈望中日两国加深在影视行业的交流合作、多多制作连结两国人民心灵的作品。

## 出演作品

### 电影
- 新選組血風錄 近藤勇（1963年）
- 恶魔吹着笛子来（1979年）
- 盗日者（1980年）
- 北斋漫画（1981年）- 曲亭马琴
- 刑事物語（1982年）
- Location（1984年）
- 天国车站 HEAVEN STATION（1984年）
- 植村直己物語（1986年）
- 敦煌（1988年）
- 寒椿（1992年、原作：宫尾登美子）
- 俄罗斯国醉梦谭（1992年、导演：佐藤純弥）
- 天国的大罪（1992年、导演：舛田利雄）
- 学校（1993年、导演：山田洋次）
- 学校II（1996年、导演：山田洋次）
- 抓住彩虹的男人（1996年）
- 抓住彩虹的男人#第2作|抓住彩虹的男人 南国奋斗篇（1997年）
- 照样又升（2002年）
- 动起来!（2003年、导演：井筒和幸）
- 半告白（2003年、导演：佐佐部清）
- 四天里的奇迹（2005年、导演：佐佐部清）
- 有頂天酒店（2006年、导演：三谷幸喜）-德川膳武
- 椿山課長之七日間（2006年、导演：河野圭太）
- 鬼太郎 千年咒歌（2007年、松竹）- 輪入道
- 凭神（2007年、导演：降旗康男）
- 自虐之詩（2007年、导演：堤幸彦）
- 背阴盛放（2008年、导演：平川雄一朗）- 摩西
- 相棒-剧场版-（2008年）- 木佐原芳信
- 穿山越岭（2008年、导演：高橋伴明）- 菊池寛
- 魔幻時刻（2008年、导演：三谷幸喜）- 天盐幸之助
- 拉面女孩（2009年、导演：Robert Allan Ackerman）- Maezumi
- 旭山动物园物语（2009年、导演：牧野雅彦）- 泷泽宽治（园长）
- 火天之城（2009年、导演：田中光敏）- 冈部又右卫門
- 宇宙戰艦大和號（2009年）- 德川彥左衛門
- 鬼壓床了沒（2011年、导演：三谷幸喜）更科六兵衛
- 遺體（2012年、导演：君塚良一）- 相葉常夫
- 清須會議（日语：清須会議 (小説)）（2013年、导演：三谷幸喜）- 更科六兵衛
- 尋找心樂章Maestro!（2015年、導演：小林聖太郎）- 天道
- 人生的約定（2016年、导演：石橋冠）- 西村玄太郎
- 解憂雜貨店（2017年、导演：廣木隆一）
- 极恶非道3 最终章 （2017年10月7日、导演：北野武） - 西野一雄
- 任俠學園（2019年9月27日、導演：木村尚） - 阿岐本雄藏
- 風的電話（2020年1月24日、導演：諏訪敦彥） - 今田老人
- 新解釋·三國志（2020年12月11日、導演：福田雄一） - 蘇我宗光
- 生命停車場（2021年5月21日、導演：成島出） - 仙川徹
- 大怪獸的善後處理（2022年2月4日、導演：三木聰）- 西大立目完
- 劇場版 DoctorX FINAL（2024年12月6日、導演：田村直己）- 蛭間重勝

#### 钓鱼迷日记関連
- 钓鱼迷日记（1988年、系列1作目）
- 钓鱼迷日记2（1989年）
- 钓鱼迷日记3（1990年）
- 钓鱼迷日记4（1991年）
- 钓鱼迷日记5（1992年）
- 钓鱼迷日记6（1993年）
- 钓鱼迷日记Special（1994年）
- 钓鱼迷日记7（1994年）
- 钓鱼迷日记8（1996年）
- 钓鱼迷日记9（1997年）
- 钓鱼迷日记10（1998年）
- 花之江戸钓鱼迷日记（1998年）
- 钓鱼迷日记11（2000年）
- 钓鱼迷日记12（2001年）
- 钓鱼迷日记13（2002年）
- 钓鱼迷日记14（2003年）
- 钓鱼迷日记15（2004年）
- 钓鱼迷日记16（2005年）
- 钓鱼迷日记17（2006年）
- 钓鱼迷日记18（2007年）
- 钓鱼迷日记19（2008年）
- 钓鱼迷日记20（2009年）（最终章）
- 釣魚迷日記~新入社員 濱崎傳助~ （页面存档备份，存于） (2015年)
- 釣魚迷日記 Season2 新入社員 濱崎傳助~ （页面存档备份，存于） (2017年)

### 电视剧
- 谢谢 （页面存档备份，存于）（1970年、TBS）
- 新平家物語（1972年、NHK大河剧）北条義時
- 国盗物語（1973年、NHK大河剧） 弥八
- 北方家族（1973年）源太郎
- 白色的跑道 （页面存档备份，存于）（1974年　TBS）森田邦彦
- 不要回头鹤吉（1974年、NHK）
- 恐怖电视小説《絹之家》（1976年、TBS）南道
- 三男三女婿一匹（1976年、TBS）
- 欢迎来到高原（1976年、TBS）
- 花神（1977年、NHK大河剧）山县狂介
- 西游记（1978年、日本电视）猪八戒
- 特捜最前线（1977年～1979年、朝日电视）高杉陽三刑事
- 热爱一家LOVE（1979年、TBS）
- 风之隼人 （1979年、NHK）益満休之助
- 谢谢老师 （1980年9月～1981年3月、朝日电视）石松鈍器
- 池中玄太80公斤（1980年-1981年、日本电视）
- 干劲十足（1980年、TBS）
- 港町純情岛根（1980年　TBS）
- 女太閤記（1981年、NHK大河剧）丰臣秀吉
- 寂寞的并不只有你（1982年、TBS）
- 夏之国王（1982年10月6日、日本电视開局30周年记念音乐电视剧）
- 明石貫平35才（1983年、日本电视）
- 外科医 城戸修平 第12話（1983年、TBS）
- 铁窗的花瓣（1983年、日本电视）
- 名門私立女子高校（1984年、日本电视）
- 山河燃烧（1984年、NHK大河剧）天羽忠
- 忠臣蔵（1985年、日本电视）垣見五郎兵卫
- 白虎队（1986年、日本电视）萱野权兵卫
- 武田信玄（1988年、 NHK大河剧）山本勘助
- 飞翔!平賀源内（1989年5月～9月、TBSNational剧场）平賀源内
- 宛如飞翔（1990年、NHK大河剧）西乡隆盛
- 心中有阳光(1994年1月～3月、TBS周五电视剧）福田裕次郎
- 遠山金志郎美容室（1994年7月～9月、日本电视）遠山金志郎
- 八代将軍吉宗（1995年、NHK大河剧）德川吉宗
- 龙马来了（1997年、TBS）勝海舟
- 织田信长 夺取天下的傻瓜（1998年、TBS）斋藤道三
- 葵德川三代（2000年、NHK大河剧）德川秀忠
- 宫本武蔵（2001年、东京电视）泽庵
- 武蔵 MUSASHI（2003年、NHK大河剧）内山半兵卫
- 白色巨塔（2003年、富士电视木曜剧场）財前又一
- 川终入海 6个爱情故事（2003年、NHK）矢岛忠
- 爺爺～與孫子在一起的夏天（2004年8月-9月、NHK「月曜電視劇系列」）片岡英吉
- 虎與龍（2005年4月-6月、TBS）林屋亭屯兵衛
- 广岛 昭和20年8月6日（2005年8月29日、TBS）矢岛年明（老年）
- 爺爺2～與孫子在一起的夏天（2005年7月-8月、NHK「月曜劇場」）片岡英吉
- 特命!刑事どん龟（2006年4月～7月、TBSPanasonic Drama Theater）龟田呑
- 功名十字路（2006年、NHK大河剧）德川家康
- 天下騒乱德川三代的阴谋（2006年、东京电视）土井利勝
- 金枪鱼（2007年1月4日5日放送、朝日电视系）福原元次
- 浅草福丸旅馆（2007年1月～3月、2007年10月～12月予定、TBS Panasonic Drama Theater）福丸大吉
- 华丽一族（2007年1月～3月、TBS周日剧场）大川一郎
- 国王的心脏～李尔王～（2007年4月6日、日本电视）刈谷一
- 向日葵～夏目雅子27年的人生与母爱～（2007年9月16日）
- 德川风云录 八代将軍吉宗（东京电视）2008年1月2日 紀伊国屋文左卫門
- 瞳（2008年4～9月、NHK连续剧小説）一本木勝太郎
- BOSS（2009年、富士电视）黑原健藏
- 坂上之雲（2009年-2011年、NHK）高桥是清
- 自戀刑警（2010年，TBS）葉造
- BOSS2（2011年，富士电视台）黑原健藏
- 鬼壓床了沒 特別版 〜完美的門房（2011年，富士电视台）更科六兵衛
- 八重之櫻（2013年，NHK大河劇）西鄉賴母
- 女信長（2013年，富士電視台）織田信秀
- 派遣女醫X 第二季（2013年，朝日電視台）蛭間重勝
  - 派遣女醫X 第三季（2014年10月 - 12月，朝日電視台）蛭間重勝（蛭間十一郎）
  - 派遣女醫X 特別篇（2016年7月3日，朝日電視台）蛭間重勝
  - 派遣女醫X 第四季（2016年10月 - 12月，朝日電視台）蛭間重勝
  - 派遣女醫X 第五季（2017年10月 - 12月，朝日電視台）蛭間重勝
  - 派遣女醫X 第六季（2019年10月 - 12月，朝日電視台）蛭間重勝
  - 派遣女醫X 第七季（2021年10月 - 12月，朝日電視台）蛭間重勝
- 宮本武藏（2014年3月15日・16日，朝日電視台）住持日觀
- TEAM -警視廳特別犯罪搜查本部-（2014年4月16日 - 6月11日，朝日電視台）谷中壽也
- 翌檜三三七拍子（2014年7月15日 - 9月9日，富士電視台）荒川剛
- 父親的背影 第3話（2014年7月27日，TBS）小泉金次郎
- 信長協奏曲（2014年10月13日 - 12月22日，富士電視台）齋藤道三
- 東方快車謀殺案（2015年1月11日 - 12日，富士電視台）三木武一
- I'm Home（2015年4月16日 - 6月18日，朝日電視台）小機幸男
- 民王（2015年7月24日 - 9月18日，朝日電視台）城山和彥
- 釣魚迷日記~新入社員 濱崎傳助（2015年10月23日 - 12月11日，東京電視台）鈴木一之助
  - 釣魚迷日記~新入社員 濱崎傳助 特別篇（2017年1月2日）鈴木一之助
  - 釣魚迷日記 Season2 新人社員 濱崎傳助（2017年4月21日 - 6月16日）鈴木一之助
  - 釣魚迷日記~新入社員 濱崎傳助 特別篇2（2019年1月）鈴木一之助
- 家族的形式（2016年1月17日 - 3月20日，TBS）永里陽三
- Miss Devil 人事惡魔·椿真子（2018年4月14日 - 6月16日，日本電視台）喜多村完治
- 天才妙老爹3（2018年5月4日，日本電視台）紙一重
- 西鄉殿（2018年，NHK大河劇）西鄉菊次郎／旁白
- Sign～法醫學者 柚木貴志的事件～（2019年7月11日 - 9月12日，朝日電視台）兵藤邦昭
- 我家的故事（2021年，TBS）觀山壽三郎
- 鎌倉殿的13人（2022年，NHK大河劇）後白河法皇
- Fixer（2023年，WOWOW）本鄉吾一
- 再見指揮家～父親和我的熱情～（2024年，TBS）小村二朗
- 最終看到的街道（2024年，朝日電視台）農夫

### 电视剧以外的电视节目
現在
- 人生的乐园（朝日电视2代目旁白）
- 侦探!Knight Scoop（ABC第2代局长、2001年起）

過去
- 今夜最高!（日本电视）
- 地球是我们的宝岛（ABC主持人）
- 平成不可思议探検队（ABC主持人）
- 第37届輝く!日本唱片大奖（TBS主持人）

### 广播
- 新周日名作座（NHK Radio第1放送　2008年）

### 动画
- 加油!!田渊!!（1979年） - （为田渊配音）
- 給小桃的信（2012年）

### CM
- 朝日啤酒
- Cannon
- 雪印乳业
- Lion
- KDD（現：KDDI）
- 大関
- NTT西日本
- 丰田汽车（凯美瑞）
- 大東建託
- 三菱電機
- 公共广告機構（現：AC Japan）
- 三宝乐啤酒

## 音乐
- MAT Team之歌
  - 《杰克·奥特曼》插曲的翻唱版（原唱为团次郎）。70年代到80年代发行过不少奥特曼系列的主题曲和插曲，其中很少出售，这首更是珍品中的珍品。西田本人说：“是在战斗中唱的。”
- 木綿的愛情（1978年）《パックインミュージック》片尾曲
- いかすぜ!この恋（1981年）　西田の持ちネタであるプレスリーの物真似（大泷詠一のカヴァー）
- リブロック（1983年）《ブックローン》CMソング。
- 二番目に云いたいこと（1983年）《明石貫平35才》主題歌
- 時之旅人（1989年）《大雄的日本诞生》

　主題歌
- せかいはおどる（1989年？）《ひらけ!ポンキッキ》　插曲
- とりあえずは元気で行こうぜ　（2001年）《钓鱼迷日记》　主題歌
- フランシーヌの場合（《タイガー&ドラゴン》内で歌唱）
- 人生デ☆ラックス（2007年）《ジャンボ宝くじ》CMソング。西田夢蔵名義
- まーるく生きてみませんか（2007年）《浅草福丸旅馆II》主題歌

## 奖项

### 电影奖
- 1977年：第15届金箭奖 放送奖 52年度电视大奖
- 1989年：日本电影金像奖最佳男主角奖《敦煌》
- 1993年：日刊體育电影大奖男主角奖《学校》
- 1994年：日本电影金像奖最佳男主角奖《学校》
- 2003年：蓝丝带奖男主角奖《动起来》《钓鱼迷日记14》
- 2003年：毎日电影奖男主角奖《动起来》《钓鱼迷日记14》
- 2003年：報知电影奖最佳男主角奖《动起来》《钓鱼迷日记14》

### 提名
日本电影金像奖
- 1985年：男配角奖《天国的车站》
- 1987年：男主角奖《植村直己物語》
- 1993年：男主角奖《寒椿》
- 1993年：男配角奖《俄罗斯国醉梦谭》
- 1997年：男主角奖《学校II》
- 2004年：男主角奖《动起来!》《钓鱼迷日记14》

### 荣誉
- 2001年：橋田賞
- 2008年：紫绶褒章

## 脚注
1. ↑  中央通訊社. . 中央社 CNA. 2024-10-17  [2024-10-31] （中文（臺灣））.
2. ↑  . ORICON STYLE. 2015-01-14  [2015-02-23]. （原始内容存档于2021-01-30）.
3. ↑  日本放送協会. . NHK NEWS WEB.   [2024-10-17].
4. ↑  . jp.china-embassy.gov.cn.   [2024-03-10]. （原始内容存档于2024-03-09）.
5. ↑  . passport.weibo.com.   [2024-03-10]. （原始内容存档于2024-03-10）.
6. ↑  . passport.weibo.com.   [2024-03-10]. （原始内容存档于2024-03-10）.